# Adenom
Ett adenom (eller en körtelsvulst) är en benign tumör som har sitt ursprung i körtelvävnad. Tumören kan orsaka skada genom att på grund av sin storlek trycka på omgivande vävnad eller genom att utsöndra stora mängder hormon. För att avgöra om en tumör är ett adenom måste en histologisk undersökning göras.
Om adenomet är elakartat (malignt), det vill säga cancer, definieras det efter vilket slags tumör det är som exempelvis adenocarcinom, eller adenosarkom.